# Pellinsaari (ö i Päijänne-Tavastland)
Pellinsaari är en ö i Finland. Den ligger i sjön Päijänne och i kommunen Sysmä i den ekonomiska regionen  Lahtis ekonomiska region  och landskapet Päijänne-Tavastland, i den södra delen av landet, 160 km norr om huvudstaden Helsingfors. Öns area är 0,4 hektar och dess största längd är 160 meter i sydöst-nordvästlig riktning.